# B3リーグ 2019-20
B3リーグ 2019-20は、2019年9月14日から2020年5月3日まで開催される予定だったB3リーグの第4回目のシーズンである。新型コロナウイルス感染拡大に伴い、2020年3月27日にシーズン途中での打ち切りが発表された。

## 参加チーム
2019-20シーズンのB3は12チームで行われる。
- 前シーズンB3総合1位の東京エクセレンスがB2リーグに自動昇格[3]。
- 前シーズンのB2・B3入替戦で大塚商会越谷アルファーズ（前シーズンはB3）が東京八王子ビートレインズ（前シーズンはB2）に勝利したため[4]、今シーズンは入れ替わりで八王子がB3に参加する。
- B2ライセンスを交付されなかった金沢武士団はB3ライセンスが交付されて、2019-20シーズンのB3リーグの参加が認められた[5]。
- 東京海上日動ビッグブルーが2018-19シーズンをもってB3リーグを脱会した[6]。
- ベルテックス静岡、トライフープ岡山、佐賀バルーナーズはB3クラブライセンスを取得し[7] 新規に参入する。

| 地区 | チーム名                                  | 略称       | ホームタウン     | ホームアリーナ             | 準加盟 | 2018-19所属 | 備考                |
| ---- | ----------------------------------------- | ---------- | ---------------- | -------------------------- | ------ | ----------- | ------------------- |
| 東北 | 岩手ビッグブルズ                          | 岩手       | 岩手県盛岡市     | 盛岡タカヤアリーナ         | ○      | B3          |                     |
| 関東 | 埼玉ブロンコス                            | 埼玉       | 埼玉県所沢市     | 所沢市民体育館             | ○      | B3          |                     |
| 関東 | 東京サンレーヴス                          | 東京CR     | 東京都           |                            | -      | B3          |                     |
| 関東 | 東京八王子ビートレインズ                  | 八王子     | 東京都八王子市   | エスフォルタアリーナ八王子 | ○      | B2・中      | 2016-18まではB3在籍 |
| 中部 | 金沢武士団                                | 金沢       | 石川県金沢市     | 金沢市総合体育館           | ○      | B2・中      | 2016-17まではB3在籍 |
| 中部 | ベルテックス静岡                          | 静岡       | 静岡県静岡市     | 静岡市中央体育館           | ○      |             |                     |
| 中部 | 豊田合成スコーピオンズ                    | 豊田合成   | 愛知県           |                            | -      | B3          |                     |
| 中部 | アイシン・エィ・ダブリュ アレイオンズ安城 | アイシンAW | 愛知県安城市     | アイシンAW体育館           | -      | B3          |                     |
| 中部 | 岐阜スゥープス                            | 岐阜       | 岐阜県岐阜市     | OKBぎふ清流アリーナ        | -      | B3          |                     |
| 中国 | トライフープ岡山                          | 岡山       | 岡山県岡山市     | ジップアリーナ岡山         | ○      |             |                     |
| 九州 | 佐賀バルーナーズ                          | 佐賀       | 佐賀県佐賀市     | SAGAサンライズパーク体育館 | ○      |             |                     |
| 九州 | 鹿児島レブナイズ                          | 鹿児島     | 鹿児島県鹿児島市 | 鹿児島アリーナ             | ○      | B3          |                     |

- 「準加盟」
  - ○ - 承認済
  - △ - 継続審議
  - －- 未承認、ないしは未申請

## レギュレーション
今シーズンの方式は以下の通り。
- 2018-19までのファーストステージ、レギュラーシーズン、ファイナルステージ制は廃止となり、12クラブによる、任意の8クラブと6回戦総当たりおよび、任意の3クラブと4回戦総当り1クラブ60試合で開催される。
- 最終順位は勝率で決定する（勝率が並んだ場合は「当該チーム間の勝率」「当該チーム間の得失点差」「全試合における得失点差」で比較）。

### 新型コロナウイルス感染拡大に伴う影響
2020年2月26日、2月24日に示された新型コロナウイルス感染拡大についての国の専門家会議の見解 を受け、2月28日〜3月12日にかけて開催を予定していたリーグ戦の開催延期を発表した。対象となるのは、計28試合となる。
3月5日、新型コロナウイルス感染拡大についての更なる状況変化をふまえ、公共施設が使用中止になっている地域がある事、練習会場が確保できないクラブがある事から、13〜15日に開催を予定していたリーグ戦の開催延期を決定した。対象となるのは計10試合。同月16日、延期分の2月28日～3月15日の試合、3月21日〜29日に開催を予定していたリーグ戦の開催中止を決定。その後、3月27日、リーグ戦（第27～31節）の開催中止が発表された。対象となるのは計60試合であり、中止に伴い、同シーズンの終了も合わせて発表された。

### 2020-21シーズンに向けた昇降格
東京エクセレンスがB2ライセンス不交付となり、B3からB2に昇格チームが出るため、昇格チームは4月に決定。B2ライセンス交付となったB3クラブから、1クラブがB2に昇格することになる。
2020年4月24日、理事会において、2020-21シーズンにおけるクラブライセンス交付の決定が発表された。B3からは、岩手、埼玉、岡山、佐賀のB2ライセンスの交付が発表された。これに伴い、B3勝率1位の佐賀がB2に昇格することになった。さらに、2020-21シーズン終了後の昇降格に関し、B2とB3間での昇降格が無いことも併せて発表。これにより、B2・B3入替戦は実施されないことになる。
2020年7月8日に東京サンレーヴスがコロナ禍で主要スポンサー企業の撤退、倒産等の影響で2019-20シーズンの支払いが滞り、2020-21シーズンの運営資金の目途が立たなくなったため、B3リーグ戦への参戦を断念することを発表。

## 結果

### レギュラーシーズン
| 順位 | チーム名                   | 勝 | 敗 | 勝率 | 得点 | 失点 | 得失点差 |
| 1    | 佐賀バルーナーズ           | 30 | 10 | .750 | 3486 | 3208 | 278      |
| 2    | アイシンAWアレイオンズ安城 | 29 | 11 | .725 | 3374 | 3045 | 329      |
| 3    | 豊田合成スコーピオンズ     | 29 | 11 | .725 | 3413 | 3040 | 373      |
| 4    | 岩手ビッグブルズ           | 29 | 11 | .725 | 3175 | 2877 | 298      |
| 5    | トライフープ岡山           | 23 | 17 | .575 | 3383 | 3390 | -7       |
| 6    | 東京八王子ビートレインズ   | 21 | 19 | .525 | 3164 | 3052 | 112      |
| 7    | 埼玉ブロンコス             | 19 | 20 | .487 | 3019 | 3041 | -22      |
| 8    | 鹿児島レブナイズ           | 16 | 23 | .410 | 3262 | 3461 | -199     |
| 9    | 東京サンレーヴス           | 14 | 26 | .350 | 3146 | 3253 | -107     |
| 10   | ベルテックス静岡           | 13 | 26 | .333 | 2979 | 3183 | -204     |
| 11   | 岐阜スゥープス             | 8  | 31 | .205 | 2872 | 3200 | -328     |
| 12   | 金沢武士団                 | 7  | 33 | .175 | 3062 | 3585 | -523     |

- 2020年3月27日終了時点の順位[14]

### B3個人スタッツリーダー
| # | 得点                               | 得点  | リバウンド                         | リバウンド | アシスト                                           | アシスト | スティール                                          | スティール |
| # | 選手名                             | avg   | 選手名                             | avg        | 選手名                                             | avg      | 選手名                                              | avg        |
| - | ---------------------------------- | ----- | ---------------------------------- | ---------- | -------------------------------------------------- | -------- | --------------------------------------------------- | ---------- |
| 1 | トレイ・ギルダー (佐賀)            | 27.61 | ジョシュア・クロフォード (東京C）  | 12.47      | 竹村蓮(豊田合成）                                  | 5.06     | クリストファー・ウォッシュバーン・ジュニア(鹿児島） | 1.66       |
| 2 | シェルトン・ボイキン (鹿児島）     | 26.87 | カイル・リチャードソン(アイシンAW) | 12.47      | クリストファー・ウォッシュバーン・ジュニア(鹿児島) | 4.68     | 冨岡大地 (金沢）                                    | 1.59       |
| 3 | カイル・リチャードソン(アイシンAW) | 24.08 | ジェイレン・ロビンソン(埼玉)       | 11.56      | ゲイリー・ハミルトン(佐賀)                         | 4.63     | シェルトン・ボイキン (鹿児島）                      | 1.59       |

| # | ブロックショット                | ブロックショット | 3P成功率        | 3P成功率 | FT成功率         | FT成功率 |
| # | 選手名                          | avg              | 選手名          | %        | 選手名           | %        |
| - | ------------------------------- | ---------------- | --------------- | -------- | ---------------- | -------- |
| 1 | マーク・セントフォート(埼玉)    | 2.00             | 小松秀平 (佐賀) | 46.11    | 髙橋幸大 (岩手） | 90.28    |
| 2 | ジージオ・ベイン(金沢)          | 1.43             | 向井祐介(岡山） | 41.32    | 向井祐介(岡山）  | 87.23    |
| 3 | ジョシュア・クロフォード(東京C) | 1.32             | 中野広大(岩手)  | 40.68    |                  |          |

## 個人表彰
2020年4月6日に個人表彰が発表された。
| 賞                 | 受賞者                 | 所属                                      |
| ------------------ | ---------------------- | ----------------------------------------- |
| 年間MVP            | トレイ・ギルダー       | 佐賀バルーナーズ                          |
| 年間ベストファイブ | 竹村蓮                 | 豊田合成スコーピオンズ                    |
| 年間ベストファイブ | 小松秀平               | 佐賀バルーナーズ                          |
| 年間ベストファイブ | 遥天翼                 | 東京サンレーヴス                          |
| 年間ベストファイブ | カイル・リチャードソン | アイシン・エィ・ダブリュ アレイオンズ安城 |
| 年間ベストファイブ | トレイ・ギルダー       | 佐賀バルーナーズ                          |